# Liste der Naturdenkmale in Rehlingen-Siersburg
Die Liste der Naturdenkmale in Rehlingen-Siersburg nennt die auf dem Gebiet der Gemeinde Rehlingen-Siersburg im Landkreis Saarlouis im Saarland gelegenen Naturdenkmale.

## Naturdenkmale
| Bild            | Bezeichnung                               | Ort                                                              | Beschreibung                                                                      | Art | Nr.        |
| --------------- | ----------------------------------------- | ---------------------------------------------------------------- | --------------------------------------------------------------------------------- | --- | ---------- |
| BW              | 2 Linden                                  | Rehlingen-Siersburg Fremersdorf 49° 24′ 18,2″ N, 6° 38′ 58,6″ O) | vor der Kirche an der Straße                                                      |     | D 3.03.001 |
| BW              | 1 Rosskastanie                            | Rehlingen-Siersburg Fremersdorf 49° 23′ 52,2″ N, 6° 37′ 20,5″ O) | an der Abzweigung der Straße zum Sonnenhof; von der Straße Fremersdorf-Gerlfangen |     | D 3.03.002 |
| BW              | Tropfsteinhöhle                           | Rehlingen-Siersburg Niedaltdorf 49° 20′ 24,3″ N, 6° 35′ 41,8″ O) | unter dem Haus des Besitzers                                                      |     | D 3.03.003 |
| BW              | 3 Linden; genannt „Gedenklinden“ von 1804 | Rehlingen-Siersburg Büren 49° 21′ 32,7″ N, 6° 39′ 5,8″ O)        | westlich des Verwaltungsgebäudes der Firma Knauf                                  |     | D 3.03.004 |
| BW              | 1 Kornelkirsche                           | Rehlingen-Siersburg Eimersdorf 49° 22′ 43,6″ N, 6° 38′ 17,2″ O)  | am Westrand der „Hetschermühle“                                                   |     | D 3.03.005 |
| Fotos hochladen | 5 Linden; genannt „Kaiserlinden“ von 1804 | Rehlingen-Siersburg Rehlingen 49° 22′ 45,7″ N, 6° 40′ 30,1″ O)   | oberhalb des Wegekreuzes am Westeingang von Rehlingen                             |     | D 3.03.006 |